# Епидемичен паротит
Епидемичният паротит (parotitis epidemica, нарича се заушка и свинка) е остро инфекциозно заболяване при човека. Характеризира се със засягане на околоушните слюнчени жлези, умерено изразени токсични поражения и доброкачествено протичане. По-рядко се атакуват други жлезисти органи – полови жлези, панкреас, както и централната нервна система (ЦНС) като се предизвикват съответните възпаления на органа. Източникът на зараза е болен човек. Причинителят на заболяването е вирус, който се предава по въздушно-капков път и по-рядко по контактно-битов. Заболяването е разпространено повсеместно и се проявява спорадично или под формата на епидемични взривове. Боледуват основно деца или лица в младежка възраст.

## Исторически сведения за заболяването
Заушката е едно от първите заболявания, отделени като самостоятелна нозологична единица. Пръв Хипократ описва паротитна епидемия на остров Тасос. През 16 век френския хирург Амброаз Паре отбелязва, че заболяването е контагиозно и описва точната му локализация. За първи път вирусът е изолиран през 1934 г. Първите живи ваксини са открити в САЩ през 1954 г.

## Етиология
Епидемичният паротит се причинява от Virus parotitidis (mumps virus), принадлежащ към семейство Paramyxoviridae. Вирусът е РНК вирус и притежава комплексна антигенна структура със специфичен А-антиген, хемаглутинин, хемолизин, комплементсвързващ антиген-V и комплементсвързващ антиген-S. Вирионът е с неправилна сферична форма и размери 150 - 200 nm. Познат е само един серологичен тип.
Вирусът се съхранява жизнен за продължителен период от време в изсушено състояние, както и при минусови температури. Сравнително устойчив е и на физични и химични въздействия за разлика от вирусите на дребната шарка, варицелата и рубеолата. Тази немалка устойчивост позволява да се осъществи предаване с предмети като биберони, детски играчки, прибори за хранене.

## Епидемиология
Ензоотичният паротит е антропоноза. Източник на зараза е болният човек с клинично изразено заболяване, както и заразени с атипични или скрити форми на заболяването. Болният става заразен в последните 4 дни от инкубационния период до 8 ден от началните признаци на болестта. Най-заразен е към 5-ия – 6-ия ден от заболяването.
Механизмът на предаване е въздушно-капков и е малко по-сложен от останалите инфекции с подобен начин на предаване. Поради факта че се съдържа само в слюнката, вирусът се отделя под формата на капчици, които се образуват при говор, дишане, плач. Капчиците обаче са големи и не отиват далеч от болния. Ето защо за заразяването е нужен тесен контакт. Друг начин на предаване е контактно-битов (например целувка) или индиректно чрез ослюнени предмети. Обикновено вирусът се предава в семейна среда, детски градини, училища или други места, в които лицата се намират в тесен контакт помежду си. Заболяването има добре изразена сезонност. Проявява се през зимата и ранна пролет. То е детска инфекция при лица между 5 и 15-годишна възраст. Проявява се спорадично и доброкачествено протичане с изключително нисък процент на смъртност.
Възприемчивостта към инфекцията е много висока, но не и абсолютна. Имунитетът след прекарана инфекция е траен, пожизнен. Пасивният имунитет предаден от майката на детето го пази до 9-ия месец.

### Разпространение
Епидемичният паротит е заболяване, което е разпространено в цял свят, независимо от климатичните условия. В периода преди да започне активна ваксинация на населението е бил широко разпространен. След това числеността на заболелите значително намалява. В България броят на заболелите в периода 1955 – 1975 г. е значителен. В някои от годините дори числеността надхвърля тази на заболелите от дребна шарка. През 1974 г. в страната е въведена противопаротитна ваксина. През периода 1982 – 1986 г. плановата имунизация е преустановена. Това определя и следващата вълна на заболели през 1986 г. С въвеждането на нова ваксина заболелите чувствително намаляват като през 1995 г. достигат минимума от 66 души. През 1997 г. обаче се наблюдава нов връх от 5465 заболели, като резултат от наличието на неимунизирани деца от предходни спирания на ваксинацията.

## Патогенеза
Входна врата са лигавицата на назофаринкса и конюнктивата. Първоначално вирусът се намножава в епителните клетки на входната врата и от там прониква в кръвния ток. Проявява определен тропизъм към жлезистите клетки на някои органи като слюнчени, полови жлези, панкреас, както и клетките на ЦНС. По-честото поразяване на слюнчените жлези се дължи основно на лимфогенното проникване на вируса и близостта им до входа.
В слюнчената жлеза се намножава и попада в кръвта като предизвиква вторична виремия. Отделя се и чрез слюнката, като така осигурява и биологичното си съществуване. Към 8-и – 10-и ден от боледуването организмът отговаря с продуцирането на вирусоцидни антитела. Така патологичният процес затихва. От своя страна значение за неутрализиране на вируса имат и особени инхибитори в слюнката, които неутрализират вирусните хемаглутинини.
След преболедуване се образува траен имунитет.

## Клинични признаци
Инкубационният период е в рамките на 12 – 21 дни. При някои болни заболяването започва с нехарактерни признаци като отпадналост, безапетитие, главоболие, мускулни болки, студени тръпки. Обикновено клиничните признаци се появяват с висока температура, обща отпадналост и поява на чувство на напрежение, разтягане и болка в околоушната област. Възможно е да се появи и шум в ушите и болка при дъвчене.
Обикновено сутрин при ставане от сън се забелязва едностранен оток на слюнчената жлеза. Отокът бързо нараства нагоре, назад и напред. Към 2-ри – 4-ти ден от началото и срещуположната жлеза отича. Намалява се слюнкоотделянето, а температурата се покачва до 39 °C. Към петия ден започва обратния процес и максимум до 10-ия ден заболяването стихва.
- Паротитният орхит започва във всяка фаза на заболяването при момчета над 10 години и в зряла възраст. Проявява се в болезненост на засегнатия тестис и ингвиналната област. Единият и често двата тестиса отичат и достигат 2 – 3 пъти по-голяма големина от нормално. Кожата на скротума е силно изпъната и зачервена. Възпалението преминава за 5 – 6 дни. Орхитът може да доведе до атрофия на тестисите и стерилитет.

- Заушковият оофорит е характерен за момичетата и се проявява доста по-рядко. Протича с повишаване на температурата и болки в областта на яйчника.

- Паротитният панкреатит протича с повишена температура, обща отпадналост, безапетитие, болки в епигастралната област и често повръщане и диария.

- Паротитният серозен менингит се развива първично или веднага след прекаран паротит. Протича с висока температура, главоболие, повръщане. При менингоенцефалита се добавят гърчове, загуба на съзнание, парези и парализи. Прогнозата е сравнително добра, но са описани и смъртни случаи.

## Патологоанатомични изменения
Слюнчените жлези са хиперемирани. Наблюдава се негнойно, серозно-фибринозно възпаление. Изходните канали са изпълнени с белтъчни маси и епителни елементи. При орхит се наблюдава дифузна инфилтрация в интерстициалната тъкан, но се откриват и огнищни кръвоизливи. Срещат се и дегенеративни изменения в семенните каналчета. При тежки поражения може да се доведе до тестикулна атрофия. При панкреатит се наблюдава пълнокръвие на органа, умерена дегенерация и мастна некроза. При наличие на менингит и менингоенцефалит се наблюдава хиперемия и оток на мозъка и мозъчните обвивки.

## Диагноза

### Вирусологично изследване
Изследва се слюнка взета в близост до изходния канал, гърлен секрет, кръв, урина, ликвор от ЦНС, кърма. Изолирането се извършва чрез заразяване на 7 – 8 дневни кокоши ембриона.
Извършва се с помощта на реакциите РЗХА, РВС, ВНР и ЕЛАЙЗА. Изследват се серумни проби. Доказва се няколкократно повишение на антителата.

## Диференциална диагноза
За да бъде отдиференцирано заболяването трябва да се имат предвид следните болести, протичащи със сходни признаци:
- грип и парагрипни инфекции;
- Гноен паротит, причинен от стафилококи;
- Саркоидоза;
- Сиалолитиаза (камък в слюнчения канал);
- Синдром на Сьогрен;
- Синдром на Микулич;
- Отокът на околоушната слюнчена жлеза може да бъде сбъркан с увеличени лимфни възли, оток на долночелюстната става, тумори;
- Орхитът при заушка трябва да се разграничи от гонококов или туберкулозен орхит, от торзио на тестиса и други.

## Лечение
Лечебните средства са симптоматични и патогенетични. Антитоксичната терапия се извършва чрез обилно приемане на течности през устата и венозни вливания. Болките се успокояват с аналгетици, а отокът се намалява със съгряващи компреси. Устната кухина се плакне с 2%-ов разтвор на натриев бикарбонат. В първите дни храната е течна или кашава.
- При паротитен панкреатит болният се оставя на гладна диета за 1 или 2 дни. Приемат се само течности. През следващите дни се хранят с оризова, картофена каша, извара и други. Ограничават се мазнините и тестените продукти. Силните болки се намаляват с парентерално прилагане на аналгетици.

- При паротитен орхит се правят компреси на тестисите. Прилагат се кортикостероидни препарати, които противодействат на автосенсибилизацията и автоимунната атрофия на тестисите.

- При паротитен енцефалит и менингит незабавно се вливат венозно дехидратиращи средства, фурантрил, кортикостероиди.

Препоръчват се и антибиотични препарати с цел да се избегне възникването на бактериални инфекции.

## Профилактика
Използва се поливалентна ваксина за заболяванията заушка, морбили и рубеола. Прилага се в две дози. За възрастни, които не са имунизирани се препоръчва една доза. Бременни не се ваксинират. Децата се ваксинират на 12 - 15 месечна възраст. Прилагането на тази ваксина е включено в задължителния имунизационен календар в България. Повторната ваксинация (реимунизация) се извършва на 4 – 6-годишна възраст.